# Jan Peters (labdarúgó, 1954)
Jan Peters (Groesbeek, 1954. augusztus 18. –) Európa-bajnoki bronzérmes holland labdarúgó, középpályás.

## Pályafutása

### Klubcsapatban
1971 és 1977 között a NEC Nijmegen csapatában szerepelt. 1977 és 1982 között az alkmaari AZ labdarúgója volt, ahol tagja volt az 1980–81-es UEFA-kupa döntős csapatnak. 1982 és 1985 között az olasz Genoa, majd az 1985–86-os idényben az Atalanta labdarúgója volt. 1986-ban hazatért és korábbi egyesületében a NEC-ben játszott még két idényen át. 1988-ban visszavonult az aktív labdarúgástól.

### A válogatottban
1974 és 1982 között 31 alkalommal szerepelt a holland válogatottban és négy gólt szerzett. Tagja volt az 1976-os Európa-bajnoki bronzérmes csapatnak.

## Sikerei, díjai
Hollandia
- Európa-bajnokság
  - bronzérmes: 1976, Jugoszlávia

 AZ
- Holland bajnokság
  - bajnok:  1980–81
- Holland kupa (KNVB beker)
  - győztes: 1978, 1981, 1982
- UEFA-kupa
  - döntős: 1980–81

## Statisztika

### Mérkőzései a holland válogatottban
| Hollandia | Hollandia            | Hollandia                            | Hollandia     | Hollandia | Hollandia     | Hollandia      | Hollandia | Hollandia |
| #         | Dátum                | Helyszín                             | Hazai         | Eredmény  | Vendég        | Kiírás         | Gólok     | Esemény   |
| --------- | -------------------- | ------------------------------------ | ------------- | --------- | ------------- | -------------- | --------- | --------- |
| 1.        | 1974. szeptember 4.  | Stockholm, Råsunda Stadion           | Svédország    | 1 – 5     | Hollandia     | barátságos     | -         | 78'       |
| 2.        | 1974. október 9.     | Rotterdam, Feijenoord Stadion        | Hollandia     | 1 – 0     | Svájc         | barátságos     | -         | 74'       |
| 3.        | 1975. április 30.    | Antwerpen, Bosuilstadion             | Belgium       | 1 – 0     | Hollandia     | barátságos     | -         |           |
| 4.        | 1975. május 17.      | Frankfurt, Waldstadion               | NSZK          | 1 – 1     | Hollandia     | barátságos     | -         |           |
| 5.        | 1975. május 31.      | Belgrád, JNA Stadion                 | Jugoszlávia   | 3 – 0     | Hollandia     | barátságos     | -         |           |
| 6.        | 1975. szeptember 3.  | Nijmegen, Goffertstadion             | Hollandia     | 4 – 1     | Finnország    | Eb-selejtező   | -         |           |
| 7.        | 1975. november 22.   | Róma, Olimpiai Stadion               | Olaszország   | 1 – 0     | Hollandia     | Eb-selejtező   | -         |           |
| 8.        | 1976. április 25.    | Rotterdam, Feijenoord Stadion        | Hollandia     | 5 – 0     | Belgium       | Eb-negyeddöntő | -         | 84'       |
| 9.        | 1976. május 22.      | Brüsszel, Heysel Stadion             | Belgium       | 1 – 2     | Hollandia     | Eb-negyeddöntő | -         | 82'       |
| 10.       | 1976. június 19.     | Zágráb, Maksimir Stadion             | Jugoszlávia   | 2 – 3     | Hollandia     | Eb 3. helyért  | -         |           |
| 11.       | 1977. február 9.     | London, Wembley Stadion              | Anglia        | 0 – 2     | Hollandia     | barátságos     | 2         | 28' 36'   |
| 12.       | 1977. október 5.     | Rotterdam, Feijenoord Stadion        | Hollandia     | 0 – 0     | Szovjetunió   | barátságos     | -         |           |
| 13.       | 1978. február 22.    | Ramat Gan, Nemzeti Stadion           | Izrael        | 1 – 2     | Hollandia     | barátságos     | -         | 46'       |
| 14.       | 1978. szeptember 20. | Nijmegen, Goffertstadion             | Hollandia     | 3 – 0     | Izland        | Eb-selejtező   | -         | 75'       |
| 15.       | 1978. október 11.    | Bern, Wankdorfstadion                | Svájc         | 1 – 3     | Hollandia     | Eb-selejtező   | -         | 33'       |
| 16.       | 1978. november 15.   | Rotterdam, Feijenoord Stadion        | Hollandia     | 3 – 0     | NDK           | Eb-selejtező   | -         |           |
| 17.       | 1979. február 24.    | Milánó, Giuseppe Meazza Stadion      | Olaszország   | 3 – 0     | Hollandia     | barátságos     | -         |           |
| 18.       | 1979. március 28.    | Eindhoven, Philips Sportpark         | Hollandia     | 3 – 0     | Svájc         | Eb-selejtező   | 1         | 89'       |
| 19.       | 1979. május 2.       | Chorzów, Stadion Śląski              | Lengyelország | 2 – 0     | Hollandia     | Eb-selejtező   | -         |           |
| 20.       | 1979. május 22.      | Bern, Wankdorfstadion (SUI)          | Argentína     | 0 – 0     | Hollandia     | barátságos     | -         |           |
| 21.       | 1980. szeptember 10. | Dublin, Lansdowne Road               | Írország      | 2 – 1     | Hollandia     | vb-selejtező   | -         |           |
| 22.       | 1980. október 11.    | Eindhoven, Philips Sportpark         | Hollandia     | 1 – 1     | NSZK          | barátságos     | -         |           |
| 23.       | 1980. november 19.   | Brüsszel, Heysel Stadion             | Belgium       | 1 – 0     | Hollandia     | vb-selejtező   | -         |           |
| 24.       | 1980. december 30.   | Montevideo, Estadio Centenario       | Uruguay       | 2 – 0     | Hollandia     | Mundialito     | -         |           |
| 25.       | 1981. január 6.      | Montevideo, Estadio Centenario (URU) | Olaszország   | 1 – 1     | Hollandia     | Mundialito     | 1         | 15'       |
| 26.       | 1981. február 22.    | Groningen, Stadion Oosterpark        | Hollandia     | 3 – 0     | Ciprus        | vb-selejtező   | -         |           |
| 27.       | 1981. március 25.    | Rotterdam, Feijenoord Stadion        | Hollandia     | 1 – 0     | Franciaország | vb-selejtező   | -         | 65'       |
| 28.       | 1981. szeptember 9.  | Rotterdam, Feijenoord Stadion        | Hollandia     | 2 – 2     | Írország      | vb-selejtező   | -         | 46'       |
| 29.       | 1981. november 18.   | Párizs, Parc des Princes             | Franciaország | 2 – 0     | Hollandia     | vb-selejtező   | -         |           |
| 30.       | 1982. március 23.    | Glasgow, Hampden Park                | Skócia        | 2 – 1     | Hollandia     | barátságos     | -         |           |
| 31.       | 1982. május 25.      | London, Wembley Stadion              | Anglia        | 2 – 0     | Hollandia     | barátságos     | -         | 63'       |
|           | Összesen             |                                      |               | 31        | mérkőzés      |                | 4         | gól       |